# Uddevalla
För andra betydelser, se Uddevalla (olika betydelser).

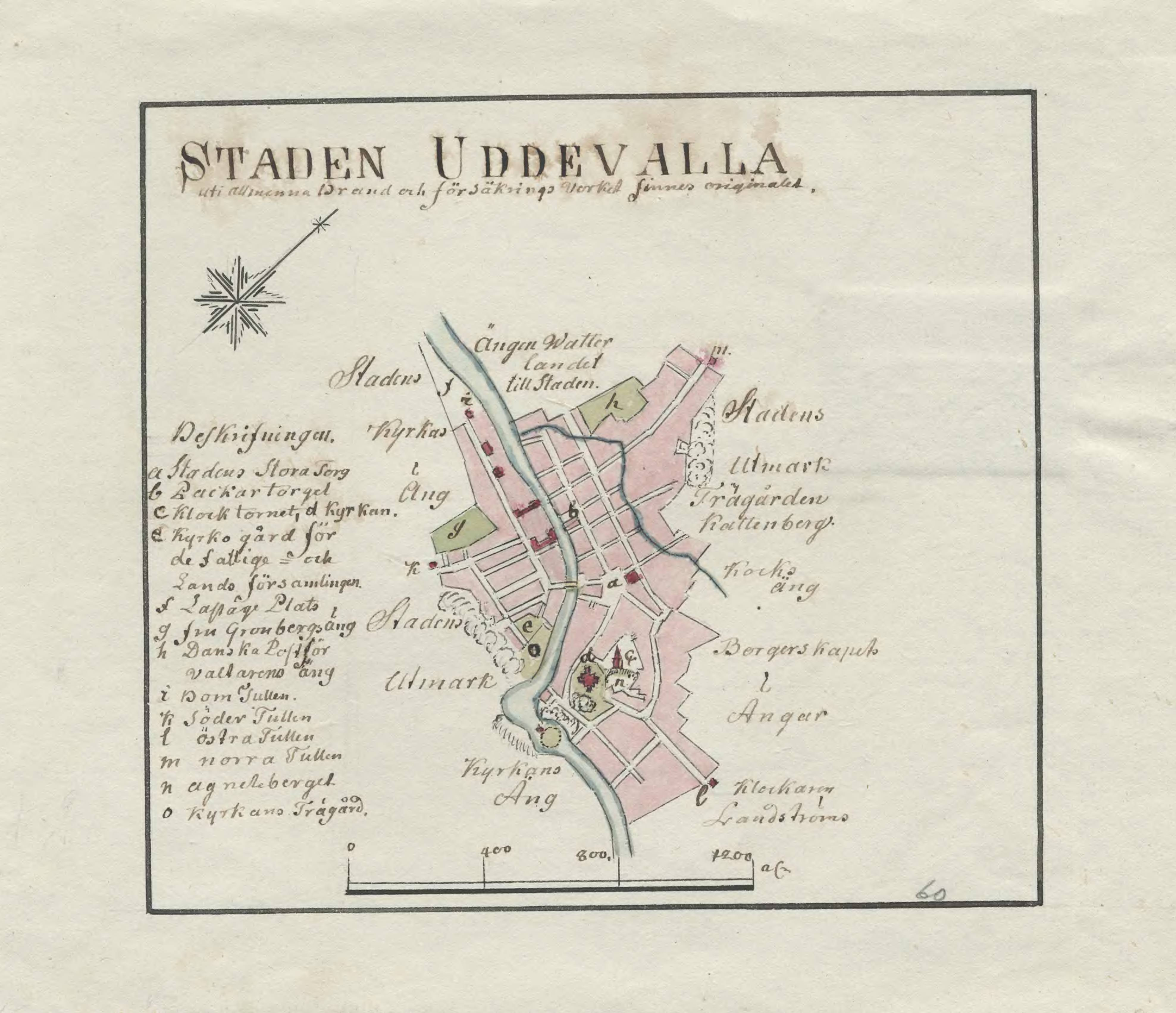
Karta över Uddevalla från 1790-talet

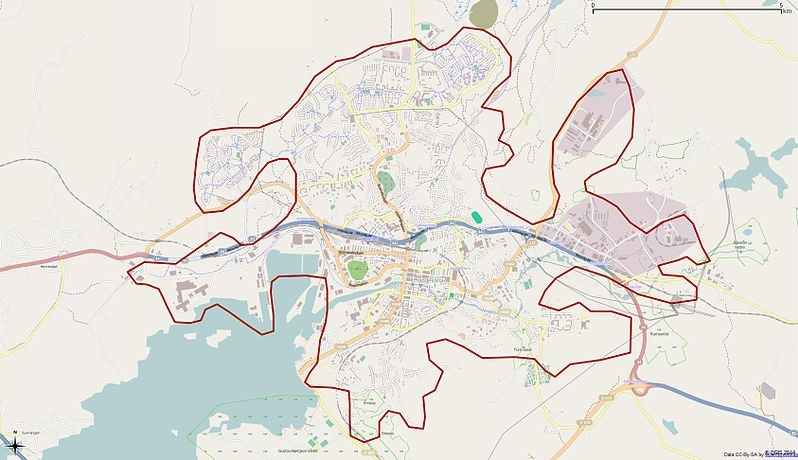
Tätorten Uddevallas avgränsning 1990.

Uddevalla är en tätort i Bohuslän och centralort i Uddevalla kommun i Västra Götalands län. Tätorten hade 36 038 invånare 31 december 2018.
Staden ligger vid Byfjorden, en av Skagerraks fjordar, vid Bäveåns mynning och är den största tätorten (helt belägen) i landskapet Bohuslän.

## Historia

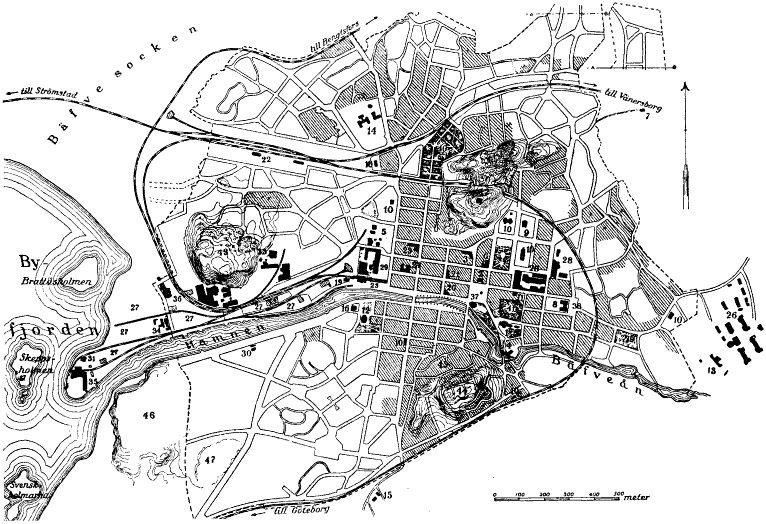
Karta över Uddevalla under tidigt 1900-tal.

Där korsvägarna möttes grundades staden som en norsk medeltida handelsplats. Ett dokument med stadsrättigheter för Uddevalla finns bevarat och är daterat till 1498[källa behövs]. Dock kan Uddevalla ha grundats långt innan dess, men inget dokument för detta finns att tillgå. Den äldsta bevarade handlingen som nämner Uddevalla under dess norska namn, Oddewall som stad är från 1496.
Det tidigare namnet Oddevold, det vill säga "slåttermarken på udden", är ett typiskt ägonamn relaterat till en närliggande bondgård. Namnet Oddevold lever idag vidare i fotbollslaget IK Oddevold.
Staden har genom århundradena härjats av krig och bränder och inte mindre än sex gånger har den brunnit ner till grunden. De fem första gångerna var det svenska trupper som brände ned staden[källa behövs]. Därutöver har stora bränder ödelagt delar av staden flera gånger. Första gången Uddevalla brann ner var år 1564, under det nordiska sjuårskriget, då svenska trupper plundrade och brände den då norsk-danska staden. Den 9 maj 1690 blev återigen stora delar av Uddevalla nerbrända. Den tredje stadsbranden började som eldsvåda den 29 juli 1806 i Sveriges då femte största stad.
Uddevalla har genom tiderna ömsom legat i Sverige, Norge och Danmark. Staden har bytt nationalitet sju gånger.
Uddevallas utveckling genom historien har gynnats genom återkommande sillperioder och dess läge vid havet som har medfört stor import- och exporthandel. 1800-talets industrialisering lade grunden till dagens skiftande näringsliv. Företag som Kampenhofs AB (bomullspinneri), Uddevalla Tändsticksfabrik och textilföretag som exempelvis Tigerfabriken och inte minst Uddevallavarvet har bidragit till utvecklingen mot dagens regioncentrum.

### 1400- och 1500-talen
Redan 1501 brände svenska trupper den nya staden och i stället för att bygga upp den igen på samma plats flyttade man den längre inåt landet till ett mera skyddat läge där Bäveån rinner ut i Byfjorden. Staden byggdes upp på båda sidor av Bäveån.
1519 försökte svenskarna förgäves inta Bohuslän, varvid en dansk trupp brände ner Uddevalla. 1521 upphörde unionen och två år senare intog Gustav Vasa norra Bohuslän och Uddevalla. 1534 gick Kristian III till anfall och återtog Bohuslän. Han lyckades dock inte inta Bohus fästning, vilket var hans huvudmål. Han återlämnade därefter de områden han intagit.
Gustav Vasa sålde mellersta och norra Bohuslän samt Dalsland till Danmark för 1200 rhenska gyllen. På så vis blev Uddevalla återigen danskt. Nu följde en god tid för Uddevalla som kunde sälja ekvirke till danskarna. 1563 bröt det nordiska sjuårskriget ut och i augusti året därpå plundrade och brände svenskarna staden till grunden. Uddevalla hade vid den här tiden många invånare från Tyskland, Skottland och Nederländerna.

### 1600- och 1700-talen

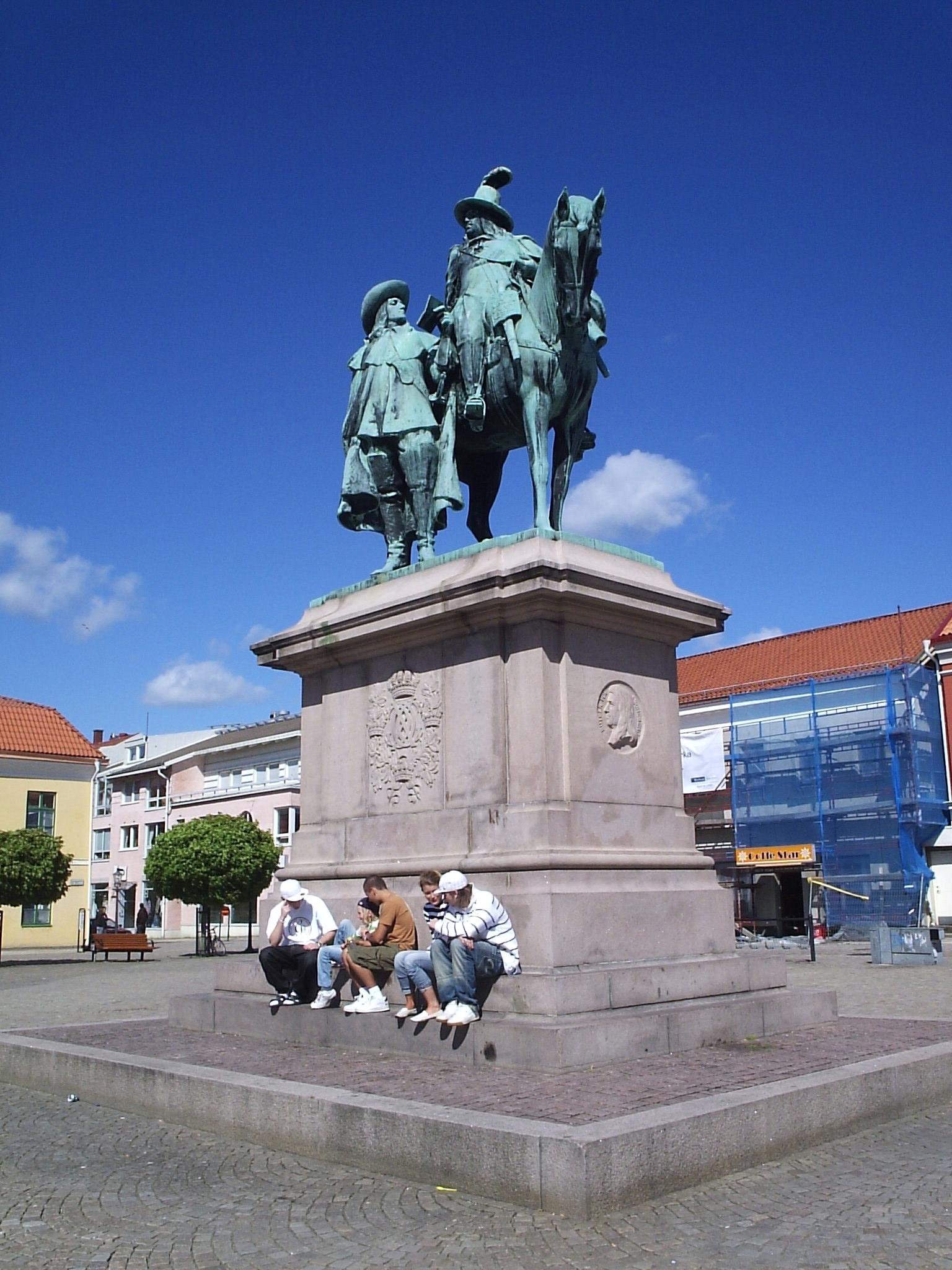
På Kungstorget i Uddevalla avtäcktes 31 augusti 1915 en (av Johan Teodor Lundberg modellerad och av grosshandlare A. F. Cavalli-Holmgren bekostad) staty av Karl X Gustav och Erik Dahlbergh.

1611 startade det så kallade Kalmarkriget mellan Sverige och Danmark. 1612 drabbades Uddevalla vilket slutade med att svenskarna brände staden på nytt. Uddevalla byggdes snabbt upp igen och snart blomstrade staden åter. Kristian IV beordrade byggandet av en försvarsskans på toppen av dåvarande Galleberget som numera heter Skansberget. På 1620-talet var Uddevalla en stor hamnstad med betydande utförsel av timmer, kött m.m. Under år 1640 utgick 231 fartyg från Uddevallas hamn.
Under Hannibalsfejden brändes den norska staden ner igen 1644. Detta som svenskarnas hämnd för att den danske ståthållaren över Norge, Hannibal Sehested, anfallit Sverige. I februari 1658 gick en svensk här under ledning av Karl X Gustav över isen på Stora och Lilla Bält och angrep Köpenhamn. Den 26 februari 1658 tvingades Danmark lämna ifrån sig bl.a. Bohuslän. Statyn på Kungstorget i Uddevalla är rest 1915 till minne av den segern.
1675 förklarade Danmark krig mot Sverige och 1676 intog den dansk-norske befälhavaren Ulrik Frederik Gyldenløve nästan hela Bohuslän men misslyckades när han skulle inta Bohus fästning. Efter ett antal attacker undertecknades den 26 september 1679 ett fredsfördrag som slutade med att Sverige fick tillbaka sin erövring från 1658, Bohuslän.
Den 9 maj 1690 var elden framme igen, och stora delar av staden blev nerbränd till grunden. Uddevallas södra och västra delar utplånades, medan Uddevalla kyrka och de östra delarna klarade sig. Stadens södra och västra delar byggdes därefter upp igen på samma plats.
1700-talet började med krig; "Det stora nordiska kriget" rasade från 1700–1721. Bohuslän berördes dock inte förrän 1711 då den norske generalen Lövendal gick över Svinesund med sin armé. En svensk här stoppade dock Lövendal utanför Uddevalla och denne drog sig tillbaka till Norge.
I augusti 1716 passerade den unge Karl XII Uddevalla för första gången. Den 13 december 1718 kom kungen för andra gången till staden, denna gång död. Kroppen balsamerades och placerades i en lokalt tillverkad kista. Det hölls också fältriksdag på Kungstorget i Uddevalla innan liktåget bar av mot Stockholm. Ulrika Eleonora erkändes som Sveriges drottning.
1719 var Bohuslän åter i fara när en norsk flotta ledd av Amiral Tordenskjold var på väg. Uddevalla byggde upp sina försvarsverk för att möta hotet. Den norska flottan var på väg in i Byfjorden men vände när man insåg hur starkt befäst Uddevalla var. Kriget med Danmark-Norge var över 1720. Med Ryssland slöts fred 1721.
1746 besökte Carl von Linné Uddevalla. Han tillbringade två dagar i staden och vid Skalbankarna, samt ute vid Gustafsberg. Gustafsberg blev nu för första gången känt som kur- och badort (badhuset byggdes först 1774).
1788 gick Gustav III, till anfall mot Ryssland. Danmark-Norge hade tidigare lovat att stötta Ryssland, och de blev därför tvungna att angripa Sverige. En trupp gick över Svinesund och in i Bohuslän. Svenska trupper försökte förgäves hejda norrmännen. Detta ledde till en ockupation av Uddevalla under en månad. Norrmännen tågade sedan tillbaka.

### 1800- och 1900-talen

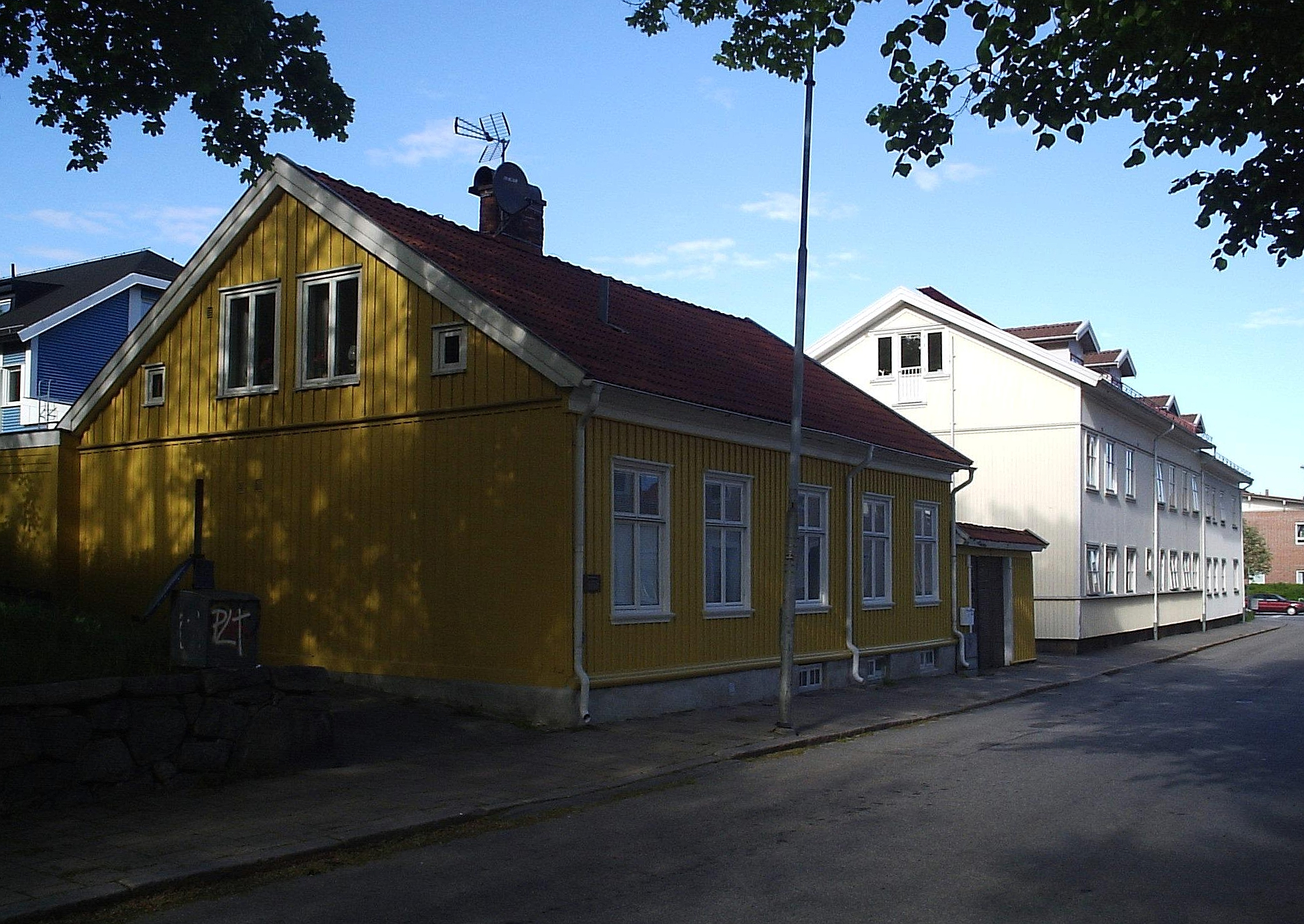
Blomstervalls hus vid Stora Nygatan i Uddevalla. Huset kan vara från 1860-talet. Det har varit bostad åt rådman Robert Blomsterval. Han fick burskap i Uddevalla som traktör 1852 och drev hotell Phoenix på Lagerbergsgatan. 1921 övertogs huset av kyrkan och var fram till 1979 komministerbostad.

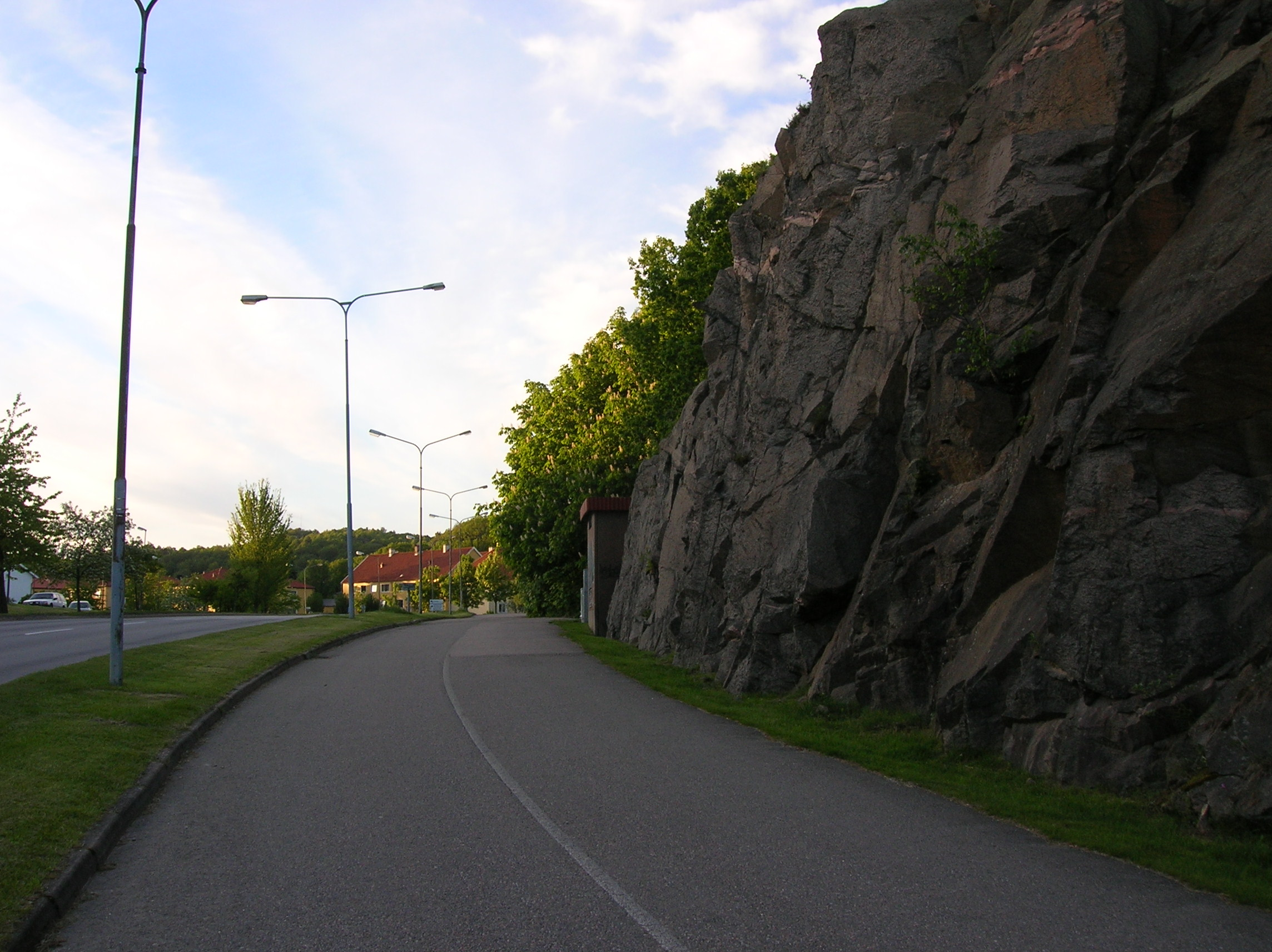
En typisk gångväg i Uddevalla, med en karakteristisk bergvägg.

1804 fick Gustafsberg besök av den sjuklige kronprins Gustaf (1799–1877), son till Gustaf IV Adolf. Därefter blev Gustafsberg ett populärt resmål under hela 1800-talet.
På morgonen tisdagen den 29 juli 1806 utbröt en brand i apotekare Bergius lada, belägen där Kungsgatan idag ligger mellan Hallmans Bokhandel och Kochska Gränden. Först förekom branden bara på ena sidan av Bäveån men sedan spred den sig med hjälp av ekarna vid Bäveån. Nästan hela staden brann ner. Under återuppbyggnaden fick staden gåvor från Tønsberg i Norge, Wolgast i Vorpommern, Hamburg, London och S:t Petersburg. Man fick också rätt att tullfritt införa holländskt tegel. Uddevalla återuppbyggdes nu efter en rätvinklig stadsplan med bredare gator.
År 1911 fick Uddevalla sin första taxi, eller droska. Året därpå startade första busslinjen. Andra världskriget var inte enbart dåliga nyheter för staden. Junohus sålde monteringsklara hus till svenska försvaret liksom till England. Företaget ändrade senare inriktning, etablerade sig i fönsterbranschen, bytte namn till Elitfönster men lades ner 1993.
År 1913 förlades Bohusläns regemente till ett nyuppfört kasernetablissement på Kvarnberget i Uddevalla. År 1992 avvecklades regementet som utgjorde huvuddelen av Uddevalla garnison.
År 1946 grundade redaren Gustaf B Thordén Uddevallavarvet. Han köpte en varvsanläggning från USA. Varvet kom att bli Uddevallas stora arbetsplats med över 1200 anställda 1950. Mindre företag startades och staden byggdes ut. 1961 arbetade över 3700 personer på varvet. 1971 tog Statsföretag över varvet och en ny torrdocka byggdes vid Sörvik tillsammans med en bockkran och andra byggnader. Tisdagen den 11 december 1984 beslutades om nedläggning och två år senare var avvecklingen klar och symbolen för varvet, bockkranen, revs.
Volvo byggde en ny bilfabrik men den storskaliga produktionen lades ner efter bara några år. Fabriken levde vidare som tillverkningsort för Volvo C70 men lades ner 2013.

### Administrativa tillhörigheter
Uddevalla stad, som utbrutits på 1400-talet ur Bäve socken, ombildades vid kommunreformen 1862 till en stadskommun. 1945 införlivades Bäve socken/landskommun i stadskommunen som sedan 1971 uppgick i Uddevalla kommun med Uddevalla som centralort.
I kyrkligt hänseende har orten alltid hört till Uddevalla församling med delar som tillhör Bäve församling.
Orten ingick till 1971 i domkretsen för Uddevalla rådhusrätt och därefter i Uddevalla tingsrätts domsaga.

### Befolkningsutveckling
| Befolkningsutvecklingen i Uddevalla 1960–2020                                                         | Befolkningsutvecklingen i Uddevalla 1960–2020 | Befolkningsutvecklingen i Uddevalla 1960–2020 | Befolkningsutvecklingen i Uddevalla 1960–2020 | Befolkningsutvecklingen i Uddevalla 1960–2020 |
| --- | --------------------------------------------- | --------------------------------------------- | --------------------------------------------- | --------------------------------------------- |
| |                                               |                                               |                                               |                                               |
| År |                                               |                                               | Folkmängd                                     | Areal (ha)                                    |
| 1960                                                                                                  | 1960                                          |                                               | 32 894                                        |                                               |
| 1965                                                                                                  | 1965                                          |                                               | 35 218                                        |                                               |
| 1970                                                                                                  | 1970                                          |                                               | 35 459                                        |                                               |
| 1975                                                                                                  | 1975                                          |                                               | 32 700                                        |                                               |
| 1980                                                                                                  | 1980                                          |                                               | 30 319                                        |                                               |
| 1990                                                                                                  | 1990                                          |                                               | 29 788                                        | 1 658                                         |
| 1995                                                                                                  | 1995                                          |                                               | 30 127                                        | 1 678                                         |
| 2000                                                                                                  | 2000                                          |                                               | 29 800                                        | 1 679                                         |
| 2005                                                                                                  | 2005                                          |                                               | 30 513                                        | 1 692                                         |
| 2010                                                                                                  | 2010                                          |                                               | 31 212                                        | 1 692                                         |
| 2015                                                                                                  | 2015                                          |                                               | 34 781                                        | 2 008                                         |
| 2020                                                                                                  | 2020                                          |                                               | 35 916                                        | 1 985                                         |
| Anm.: Sammanvuxen med Herrestad och Sunningen 2015. Kurveröd utbruten 2015. Gustafsberg utbruten 2020 |                                               |                                               |                                               |                                               |

## Stadsdelar
- Bleket
- Bohusgården
- Boxhult
- Bräcke-Kuröd
- Centrum
- Dalaberg
- Egersberg
- Elseberg
- Fasseröd
- Fossum
- Gustafsberg
- Hedegärde
- Helenedal
- Herrestad
- Jakobsberg
- Kissleberg
- Kapelle
- Kurveröd
- Misteröd
- Hovhult
- Ramneröd
- Skansberget
- Skeppsviken
- Skogslyckan
- Sockertoppen
- Söder
- Sörvik
- Tureborg
- Underås
- Unneröd
- Vännerberg
- Walkesborg
- Äsperöd

## Kommunikationer

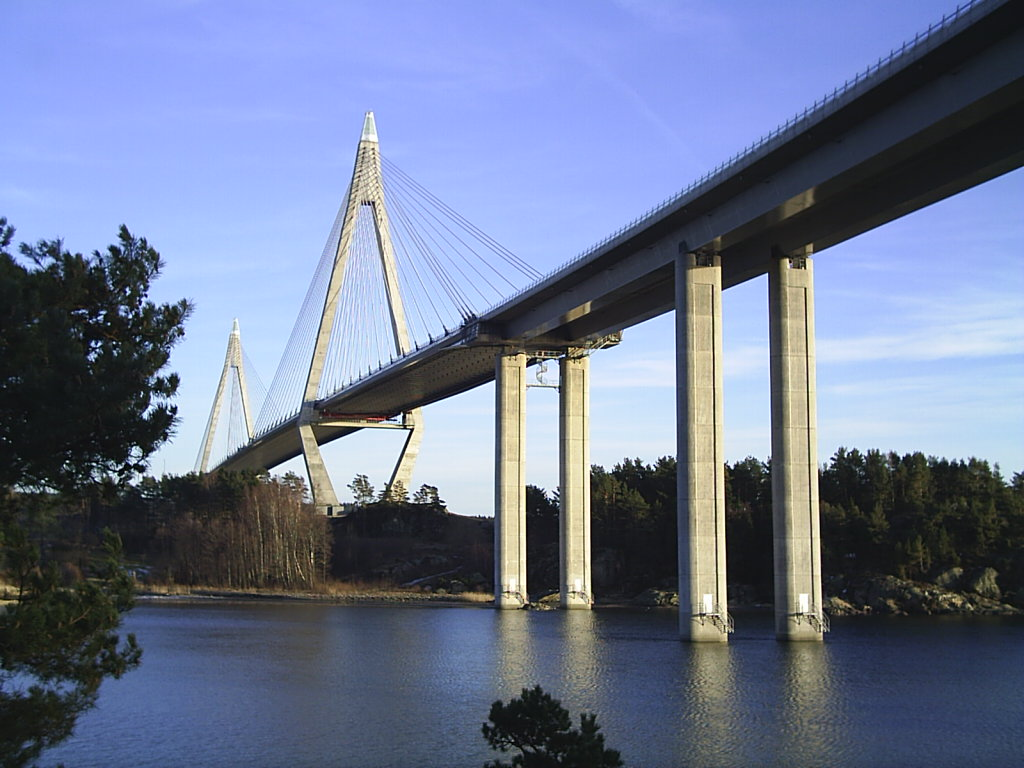
Uddevallabron.

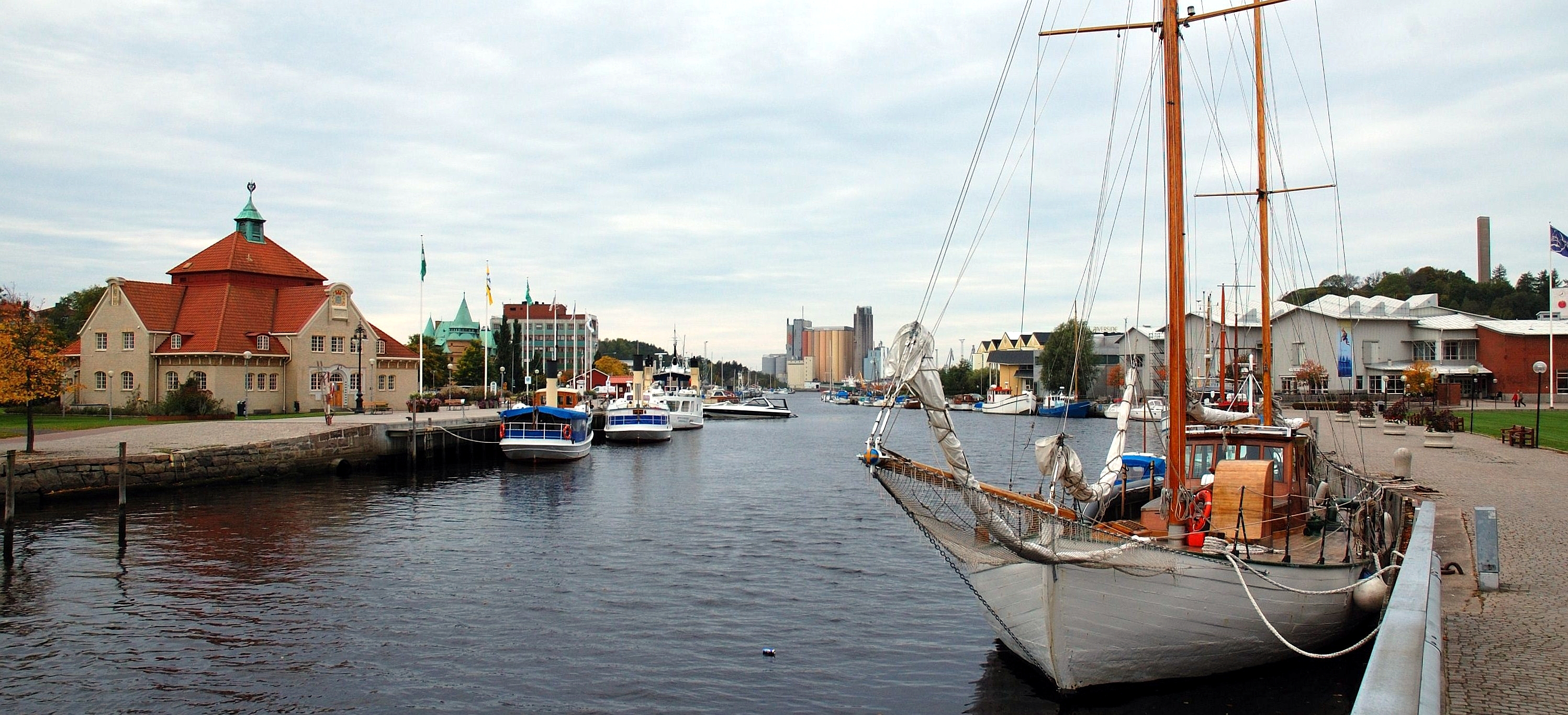
Inre hamnen i Uddevalla.

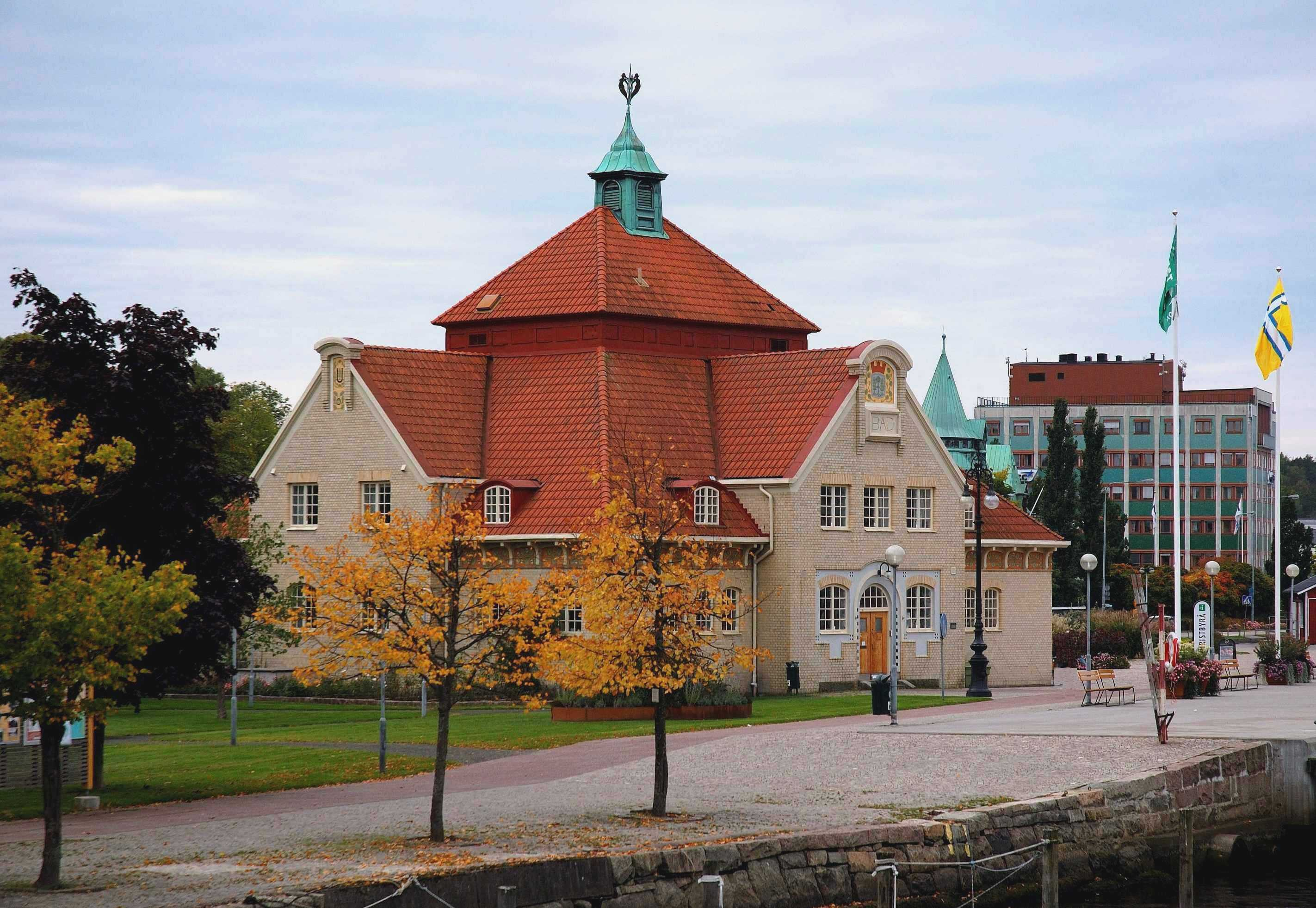
Uddevallas gamla badhus, numera turistbyrå; beläget vid den inre hamnen, mitt emot Bohusläns museum och intill Bäveån.

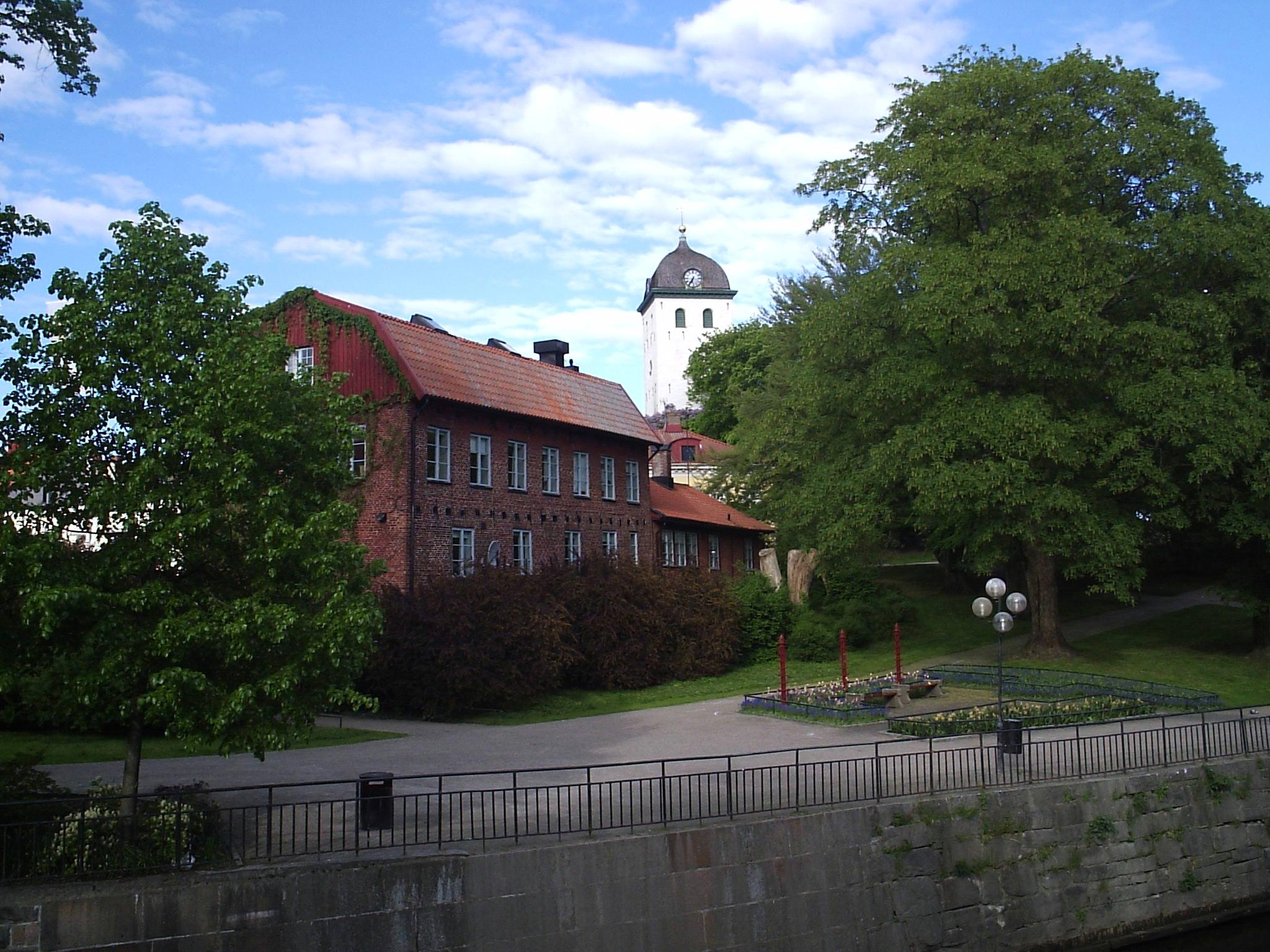
Uddevallas f.d. turistbyrå vid Bäveån (som numera är samlingslokal för organisationen Vänkraft). I bakgrunden skymtar Uddevalla kyrkas vita kyrkoklocktorn som finns på Agneberget.

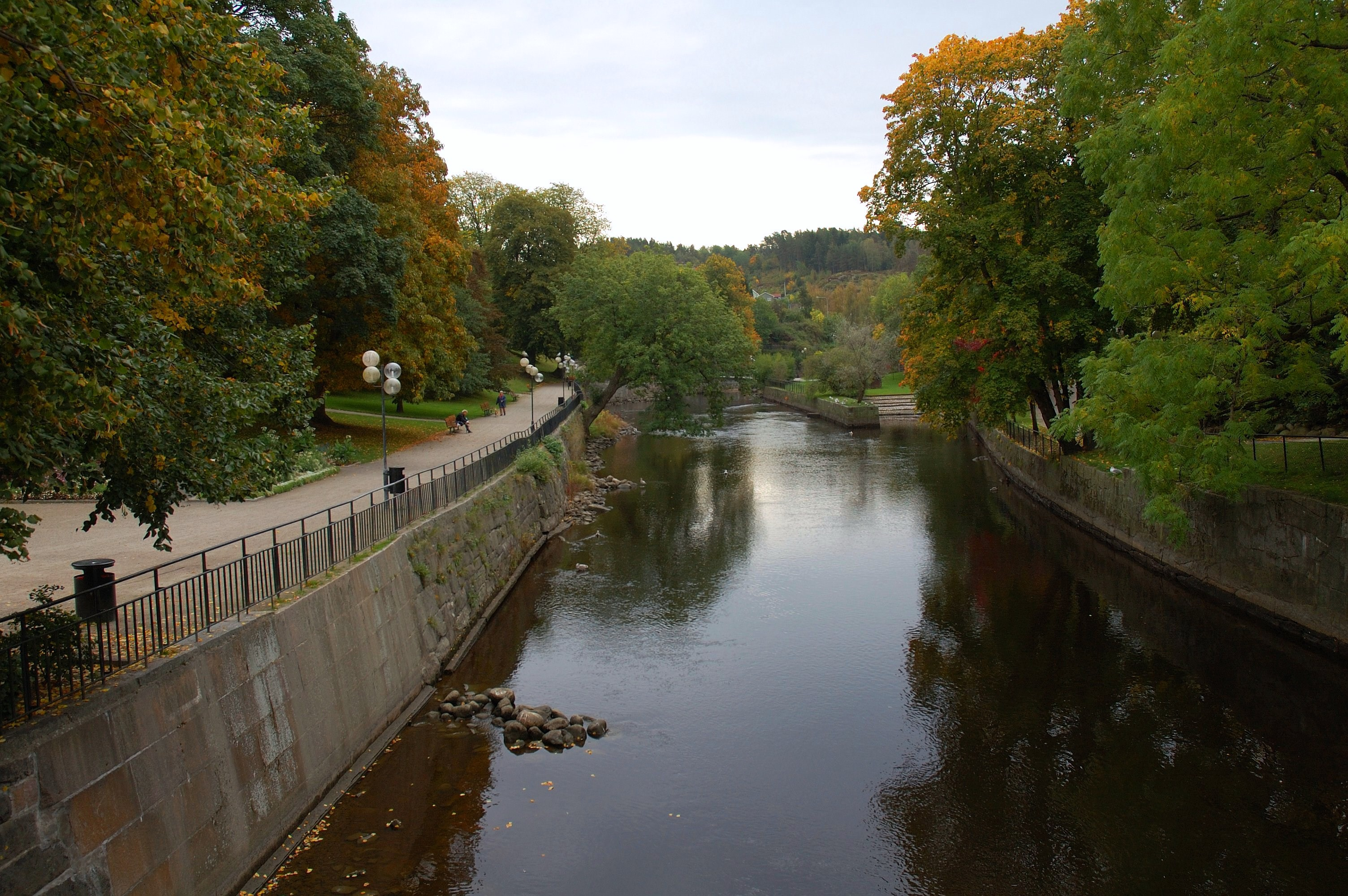
Bäveån som rinner genom Uddevalla.

- E6 går strax väster om Uddevalla, via Uddevallabron och är en del av den viktiga motorvägen mellan Oslo och Köpenhamn via Göteborg.
- Riksväg 44 går från Torp köpcentrum genom staden via Lidköping till Götene och E20.
- Länsväg 161 går från Torp köpcentrum till Lysekil.
- Länsväg 172 går från Kuröds industriområde till Arvika i Värmland.
- Bohusbanan går igenom Uddevalla och anknyter staden med Göteborg i söder och Strömstad i norr.
- Älvsborgsbanan går Uddevalla - Borås över Vänersborg.

Älvsborgsbanan och Bohusbanan har Uddevalla centralstation som en gemensam förbindelsepunkt.
I Uddevalla centrum är Kampenhof ett nav för lokal och regional busstrafik.

## Näringsliv
Kampenhofs Bomullspinneri och Uddevalla Tändsticksfabrik är tidiga exempel på stora industrier i Uddevalla. Den tredje industrin av betydelse fick sin början 1903 då Schwartzman & Nordström startade konfektionstillverkning, till en början i liten skala, men idén att tillverka färdigsydda kostymer i olika storlekar och erbjuda dessa till försäljning var ny. Fram tills nu hade männen gått till någon av de lokala skräddarna och måttbeställt sina kostymer. Företaget fick snart heta "Tiger" i folkmun och när den tredje stora fabriksbyggnaden invigdes vid Östergatan var det Nordens största fabrik för herrkonfektion. Uddevallavarvet, som grundades 1946 och lades ned 1986, bidrog till stor del till Uddevallas utveckling. Där tillverkades till exempel världens då (1978) största tankfartyg, T/T Nanny, som nätt och jämnt kom ut ur Byfjorden.
Uddevalla är inte längre lika starkt präglat av verkstadsindustrier, men den levde kvar i bilfabriken Pininfarina Sweden (tidigare AutoNova och Volvo Cars AB), som bland annat tillverkade Volvos lyxbil C70 mellan åren 1995 och 2013.
Idag hyser dessa lokaler bland andra Benders respektive Heidelberg materials, två av de större privata arbetsgivarna i Uddevalla.

## Utbildning
Sveriges största gymnasieskola finns i Uddevalla. Där går sammanlagt runt 4 000 elever i skolhusen Agneberg, Margretegärde, Östrabo (1 och Y) samt Sinclair. Det finns också ett elitidrottsgymnasium inom fyra prioriterade idrottsgrenar: fotboll, handboll, friidrott och simning. Vidare finns ett antal fristående gymnasieskolor.
I Uddevalla finns sedan 1990 Högskolan Väst, före den 1 januari 2006 var högskolans namn Högskolan i Trollhättan/Uddevalla (HTU). Beslut om koncentration av högskolan till Trollhättan har tagits och i stället drivs ett högskolecentrum.

## Kultur

### Museer

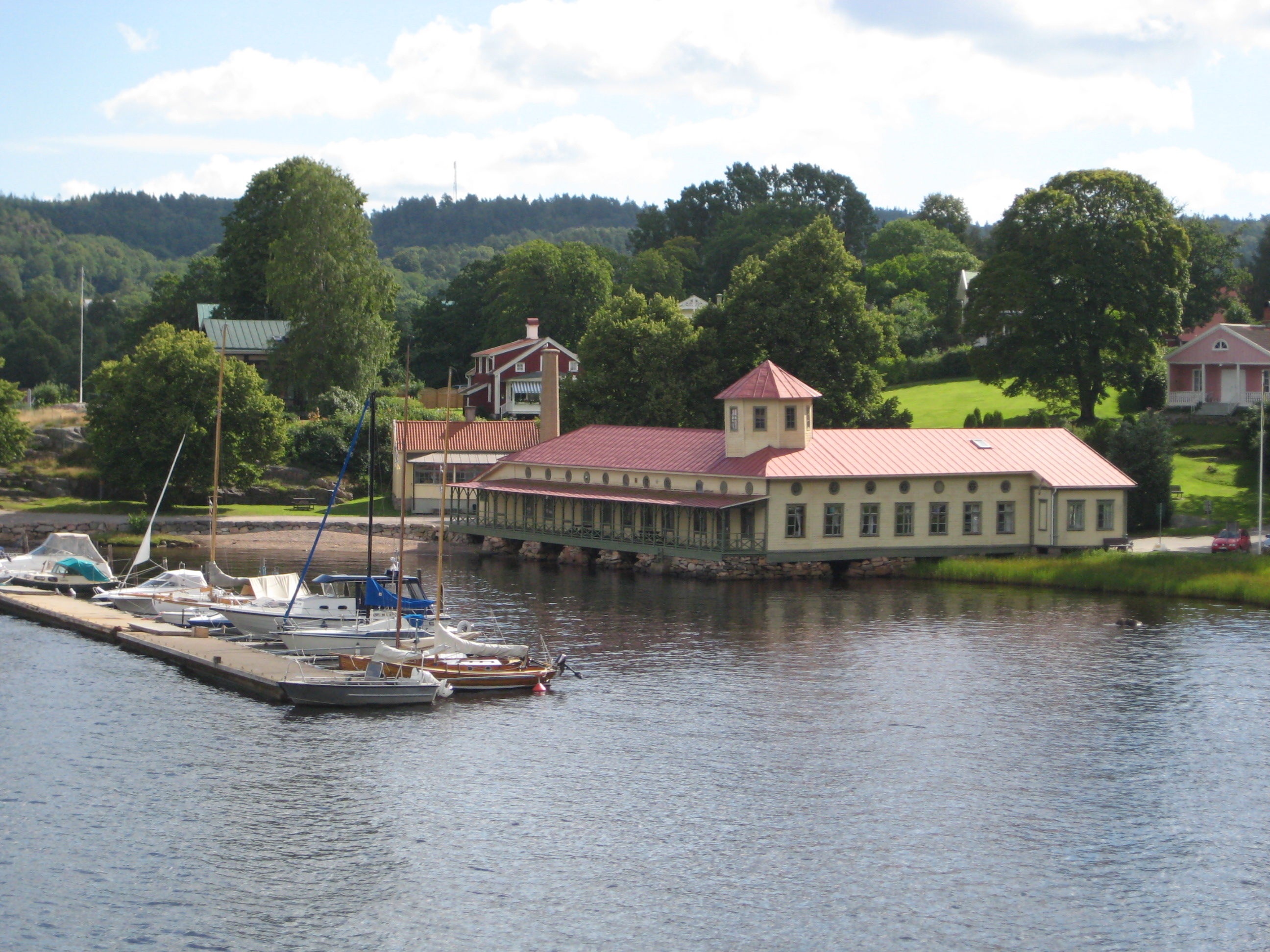
Gustafsbergs vandrarhem.

I Uddevalla finns ett av Sveriges mest besökta museer, Bohusläns museum. Besökssiffrorna låg 2010 över 300 000. Här finns också en kulturskola med undervisning i musik, dans, drama, film och kreativt skrivande.
Världens största skalbankar finns nordost om centrum, intill industriområdet Kuröd. Intill finns Skalbanksmuseet och i Uddevallas centrum finns Regionteater Väst. Strax utanför Uddevalla centrum, i sydvästlig riktning finns även Sveriges och norra Europas äldsta kur- och badort, Gustafsberg (på den tiden populärt resmål för Oscar II).

### Passionsspelet
Varje år under påsktiden gestaltas ett påskspel på Kungstorget som visar hur Jesus dog och uppstod för oss människor. Passionsspelet är en tradition, och spelas upp två gånger under påskhelgen.
Det är kyrkorna i staden som samlar ihop en grupp som övar flitigt, och sen genomför spelet oavsett väder.
2012 firade passionsspelet tioårsjubileum och är fortfarande lika uppskattat av invånarna i Uddevalla.

### Samfundet Visans Vänner
På sin 55-årsdag den 12 mars 1945 instiftade Evert Taube 'Samfundet Visans Vänner i Uddevalla med omnejd' på Hotell Carlia Gästis i staden. Sedan dess har detta samfund odlat visan som litterär och musikalisk genre. Varje år ger man en konsert i anslutning till Evert Taubes födelsedag den 12 mars, och arrangerar i juli varje år Taubedagen, en utomhuskonsert med Evert Taubes visor i centrum.

### Kända artister från Uddevalla
- Kim Kärnfalk
- Robert ”Strängen” Dahlqvist
- Erik Segerstedt
- Thomas Stenström
- Newkid

### Medier
Uddevallas största lokaltidning är Bohusläningen. Den grundades 1878 av Ture Malmgren och har en upplaga på ca 39 000 exemplar (2004).
Uddevalla har haft "Öppna TV Kanal*, Lokal-TV Uddevalla, som sänds i Lokala kabel- och IP-TV-nät. Utöver detta har SVT:s Västnytt lokal redaktion i Uddevalla, och Sveriges Radio Väst sitt säte där.

## Evenemang
- Uddevalla Grand Prix of Sweden, världsmästerskap i motocross på Glimminge motorstadion.
- Uddevalla Solid Sound, musikfestival
- Uddevallakalaset, stadsfestival
- Uddevallakannan, futsalturnering (tidigare inomhusfotboll för Uddevallalag).
- Junicupen, GF Kroppskultur:s handbollsturnering för barn och ungdom.
- Oddebollen, IK Oddevold:s fotbollsturnering.
- Uddevalla Swimrun
- Uddevalla Water Week
- Uddevalla Run Dirt Race
- Swix Uddevalla MTB
- Gustafsbergsdagarna i Uddevalla, Sveriges äldsta badort - Gustafsberg
- Kôrpehôlsfestivalen
- Västkustens dansfestival

## Idrott
Fotbollsföreningar är bland annat de tidigare allsvenska klubbarna IFK Uddevalla och IK Oddevold.
Handbollsföreningen GF Kroppskultur har haft framgångsrika år i elitserien med herr- och damlagen. Båda lagen spelar säsongen 2024-25 i division 1.
Futsalföreningen IFK Uddevalla Futsal som spelar i Svenska Futsalligan har blivit en av Sveriges mest framgångsrika. Säsongen 2016/2017 blev laget svenska mästare (herrar) för första gången.
BMK Uddevalla är en motorsportklubb och har flera gånger, i augusti månad, arrangerat Sveriges deltävling i VM i motocross på Glimmingen. Nästa tillfälle blir i augusti 2025.
Orienteringsklubbar är Uddevalla OK och Uddevalla IS.
På 1840-talet spelades för första gången i Sverige curling i Uddevalla tack vare en inflyttad skotsk affärsman. Bohuslänska curlingklubben bildades 1852 och är Sveriges äldsta curlingklubb och Sveriges näst äldsta idrottsförening.[källa behövs]
Idrottshallen är en tidstypisk funktionalistisk byggnad vid Göteborgsvägen. Framför den står den ek som Knut Fridell fick när han mottog guldmedaljen i brottning vid Berlinolympiaden 1936.

### Idrottsföreningar
- Badminton: Uddevalla BMK
- Bangolf: Uddevalla BGK
- Basket: Uddevalla Basket
- Bordtennis: Uddevalla BTK
- Boxning: Uddevalla Boxningsklubb
- Brasiliansk jiujitsu: Ultimate Gym
- Bowling: BK Korp, Oddevold bowling.
- Brottning: Uddevalla AK
- Curling: Bohuslänska Curlingklubben - Sveriges äldsta Curlingklubb
- Drillning: Uddevalla Stadsmusikkår Drillflickor
- Fotboll: Skredsviks SK, Hogstorps IF, IFK Uddevalla, IK Oddevold, Herrestads AIF, Uddevalla IS, IK Svane, IK Rössö, IFK Lane, Karlsberg United FC, FC Diaspora, Groheds IF, Rosseröds IK
- Friidrott: IK Orient
- Futsal: Uddevalla Futsal Club (tid. IFK Uddevalla Futsal), IK Oddevold Futsal, FC Diaspora
- Gymnastik: Uddevalla Gymnastik- och parkourförening
- Handboll: GF Kroppskultur, Uddevalla HK
- Innebandy: IBK Walkesborg 99, Herrestads AIF
- Ishockey: Uddevalla HC
- Jiujitsu: Uddevalla jiujitsuklubb
- Judo: Uddevalla Judoklubb
- Karate: Kembukai Uddevalla Karateklubb "Tensei" , "Kuma Dojo" Uddevalla Gensei Ryu Karate-do (2007-), Gensei Ryu IF Tora Dojo
- Motorcykel: BMK Uddevalla
- Orientering: Uddevalla OK, Herrestads AIF, Uddevalla IS
- Parkour: Uddevalla Gymnastik- och parkourförening
- Ridning:  Stall Uggelhult islandshästar Uddevalla & Uddevalla ridklubb
- Rodd: Uddevalla Roddklubb
- Rugby: Uddevalla Rugby
- Segling: Segelsällskapet Viken-Ägir
- Skateboard, Uddevalla Skateboardförening
- Simning, Uddevalla Sim
- Taido: Uddevalla Taidoklubb Taikei
- Tennis: Uddevalla Tennisklubb

### Anläggningar
Fotbollen spelas framför allt på Rimnersvallen (namnet kommer från riddaren Hrimner) i Uddevalla. 1958 spelades fotbolls-VM i Sverige. De blivande världsmästarna Brasilien mötte Österrike på den nyrestaurerade Rimnersvallen och vann med 3-0. Intill byggdes Rimnershallen 2012, där friidrott är den huvudsakliga idrottsformen. Rimnershallen är även Uddevalla Handbollklubbs hemmaarena. I direkt anslutning finns Rimnersbadet, invigt 2024.
Agnebergshallen är en av de arenor där inomhusidrott utövas och är GF Kroppskulturs och Uddevalla Futsal Clubs hemmaarena.

## Naturreservat
I Uddevalla finns fyra tätortsnära naturskyddsområden. Gustafsbergsområdets naturvårdsområde och Korpbergets naturreservat ingår i EU-nätverket Natura 2000 medan Emaus och Ture dalar är kommunala naturreservat. (Se även Bäve socken.)